# خانه قزوینی‌ها
خانه قزوینی‌ها (حاج حسن غفوری) مربوط به دوره قاجار است و در اصفهان، خیابان ابن سینا، چهارراه بابا قاسم، میدان شهشهان واقع شده است. با وجود خانه‌های قدیمی بسیار در اصفهان، بازدید از شمار اندکی از آنها مانند خانهٔ قزوینی‌ها برای توریست‌ها امکان‌پذیر است.
این خانه در کنار خانه کهکشان قرار دارد.

## معماری
فضاهاى اين خانه در سه جبهه حياط مركزى آن قرار گرفته‌اند. جبهه شمالى دوطبقه است و  تالارى در ميانه خود دارد و دو اتاق سه‌درى در طرفين آن دیده می‌شود. هر يك از اين اتاق‌های سه‌درى ایوانچه‌ای جلوی خود دارد که بر روى آن در طبقه بالا اتاقى قرار گرفته است. اتاق‌هاى طبقه بالا ارسى‌هايى رو به حياط دارند كه آسيب زيادى ديده‌اند. تالار ميانه اين جبهه فضايى مشابه شاه نشين در مجاورت حياط داردكه بوسيله سه پنجره هم‌اندازه به حياط گشوده می‌شود.
در جبهه غربى حياط به ميانه فضاهاى بسته نفوذ كرده و يك فضاى باز با حوضى هشت‌ضلعى پديد آورده كه مانند يك حوضحانه روباز جلوه می‌كند. اتاق‌هاى طرفين اين فضا از يك سو به آن و از سوى ديگر به حياط اصلى خانه می‌نگرند. ورود به حياط خانه از همين قسمت صورت می‌گيرد. به طورى كه پس از عبور از هشتى و دالان به ايوانچه‌ای در گوشه اين قسمت از حياط راه می‌یابیم. در گوشه شمال غربى خانه فضاى آشپزخانه و یک چاه آب وجود دارد. در طبقه بالاى اين قسمت يك حياط بالا‌خانه واقع شده كه اتاق واقع درضلع غربى تالار جبهه شمالی  به آن باز می‌شود. پيرامون اين حياط بالاخانه يك اتاق سه‌درى و فضاهاى ديگرى قرار گرفته كه مجموعا بخش مستقلى را در خانه پديد آورده‌اند و جالب اينكه استفاده از چاه آب خانه در اين طبقه نيز امكان پذير است. اين قسمت ورودى جداگانه‌ای به کوچه مجاور خود دارد.
جبهه شرقى حياط شامل يك اتاق پنج‌درى در ميانه و دو اتاق سه‌درى در دوسوى آن است كه اتاق سه‌درى جنوب اين جبهه صورتی متمايز دارد. اين فضا داراى تزئينات گچبرى وطلاكارى است و ورود به آن از طريق اتاق پنج‌درى مجاور صورت می‌گیرد. ضلع غربى حياط ديوارى است كه در سال‌هاى اخير به صورت مشبک بازسازى شده است. نماهاى حياط پوشيده از اندود سيم‌گل می‌باشد و طره‌هاى چوبی نقاشى شده‌اى بر ديوار جبهه شمالی ديده می‌شود.

## وضعیت کنونی
امروزه در این خانه دفتر سازمان میراث فرهنگی، صنایع دستی و گردشگری اصفهان واقع است. بازدید از این خانهٔ تاریخی هر روز از ساعت ۸:۳۰ تا ۱۴:۱۵ دقیقه به غیر از جمعه‌ها امکان‌پذیر است.

## نگارخانه

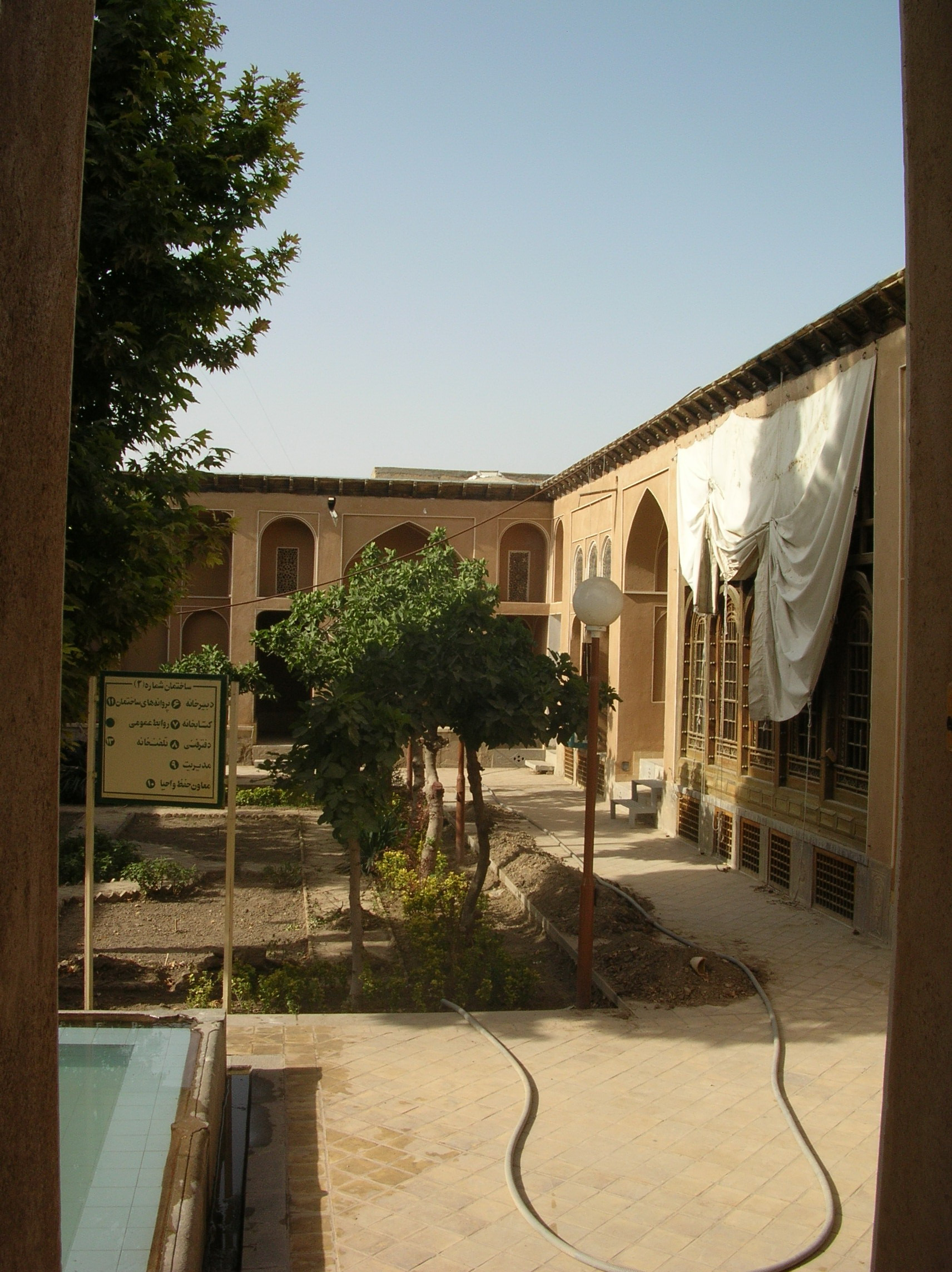
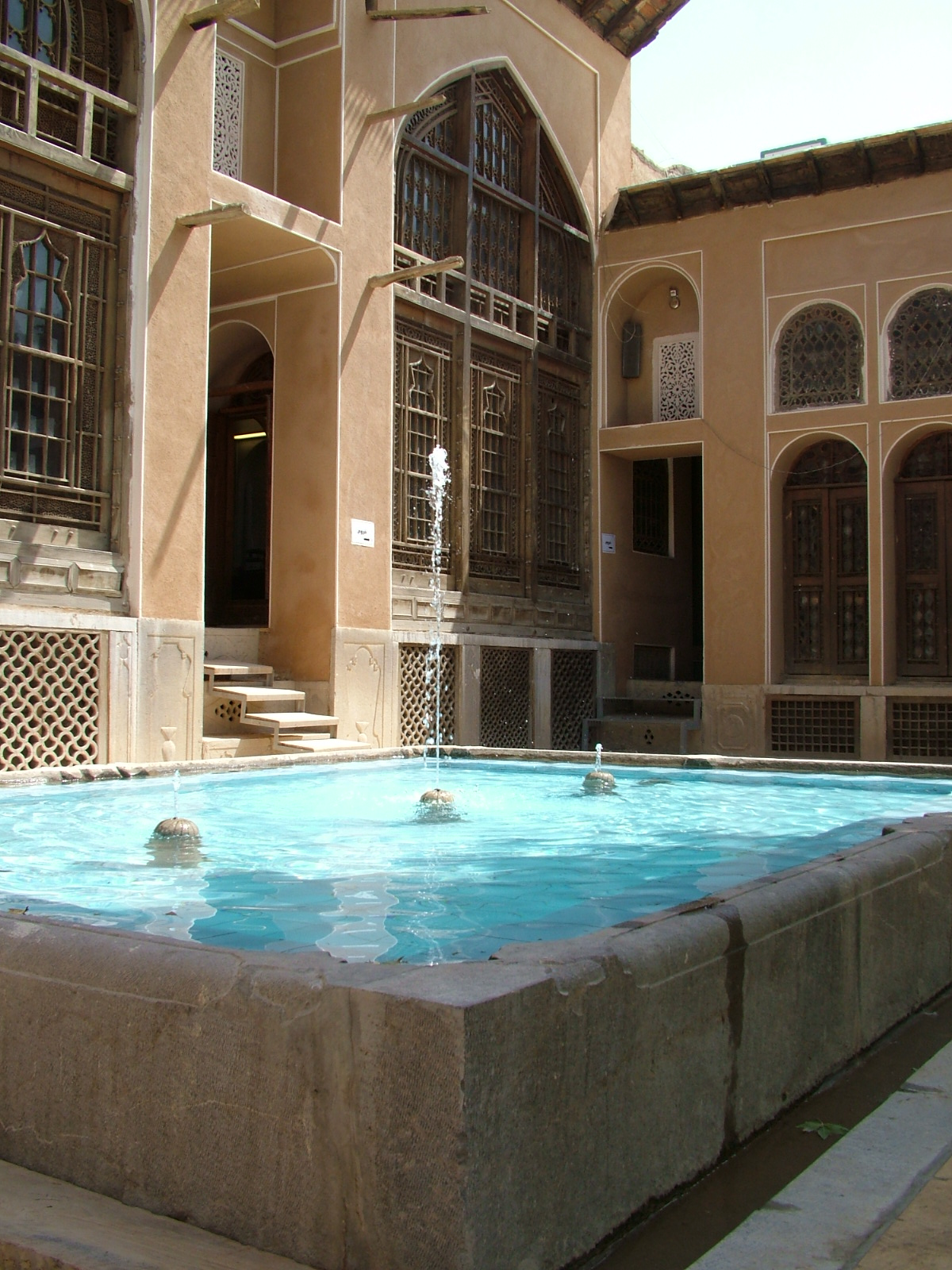
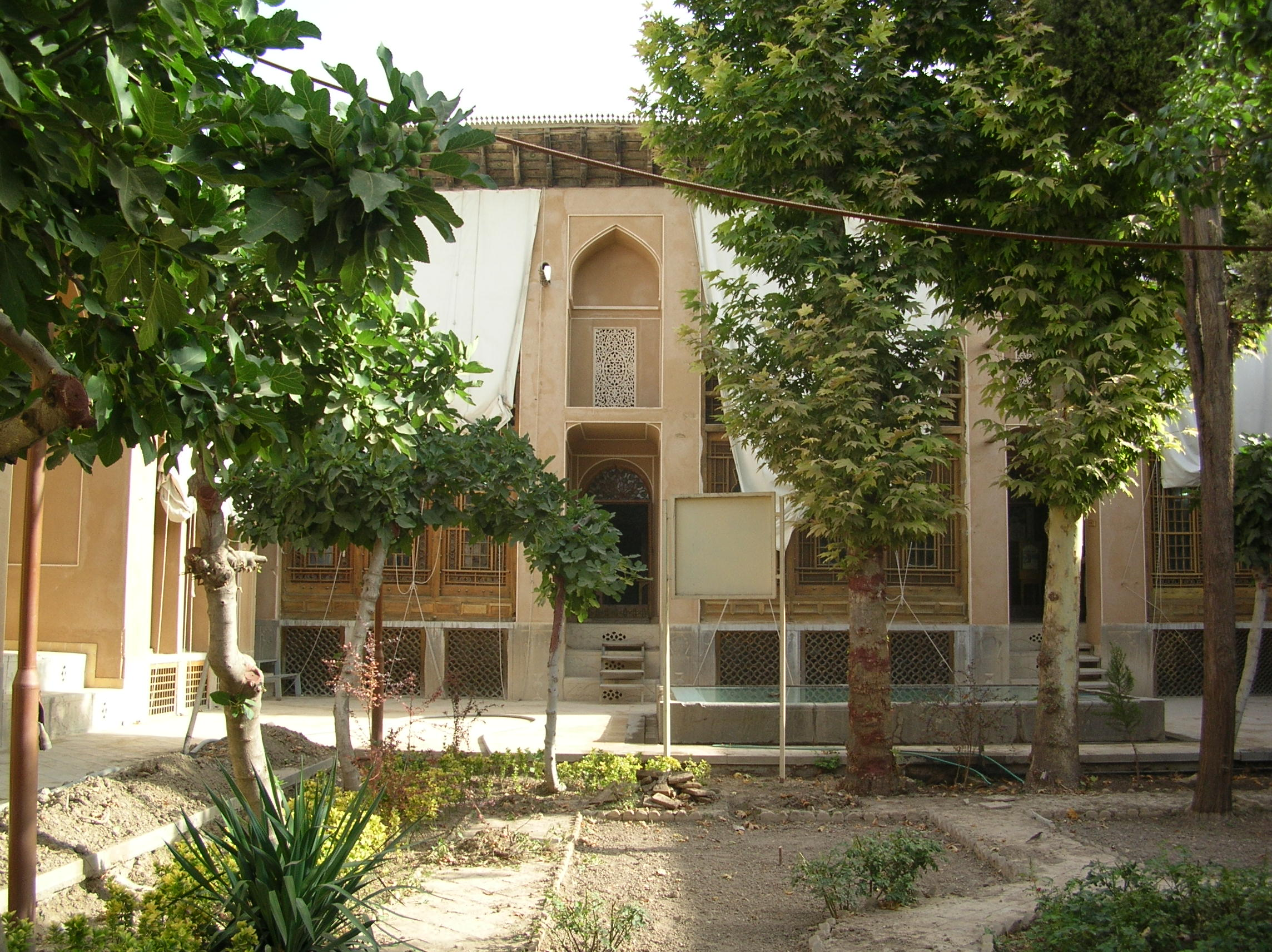
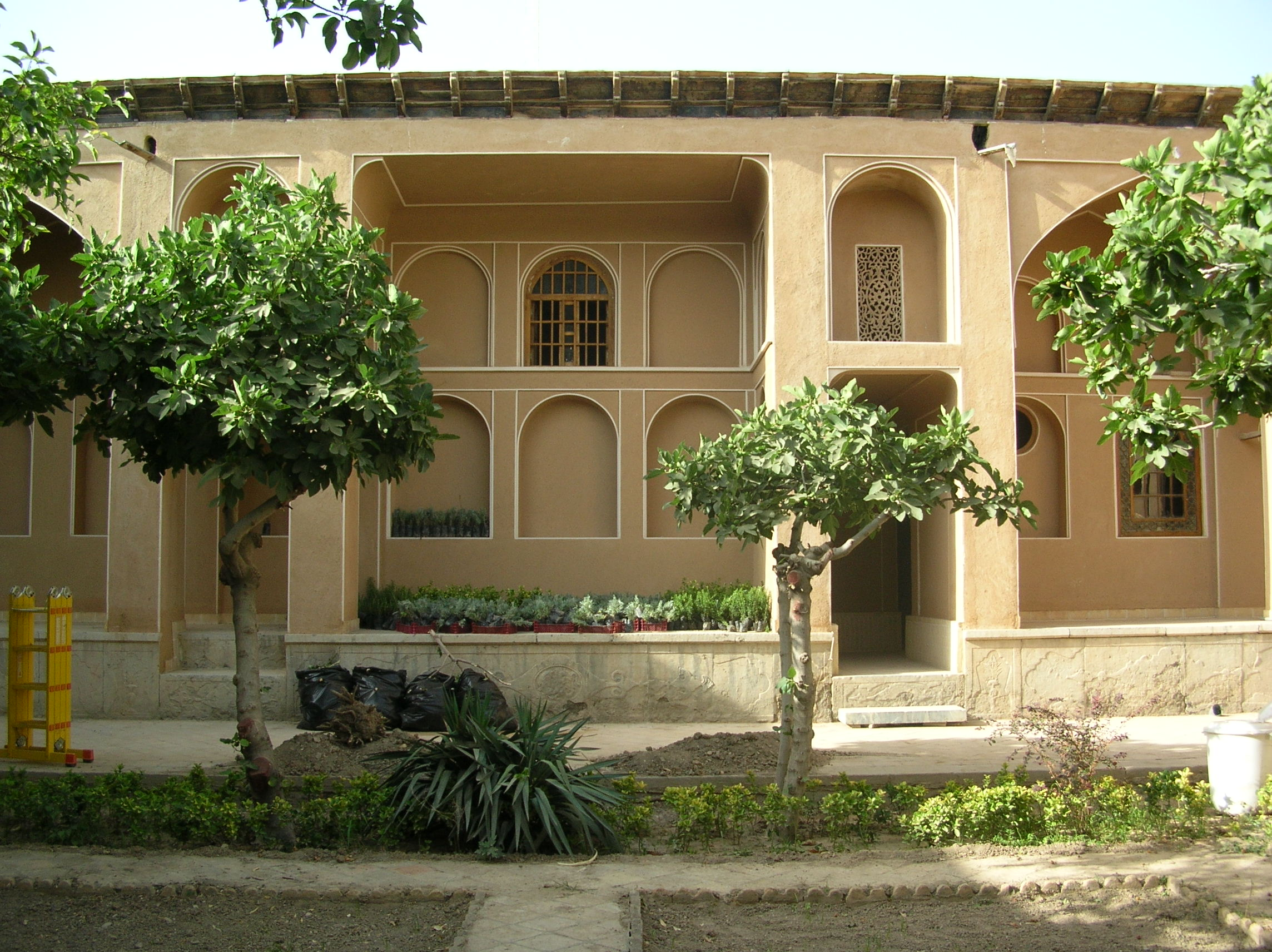
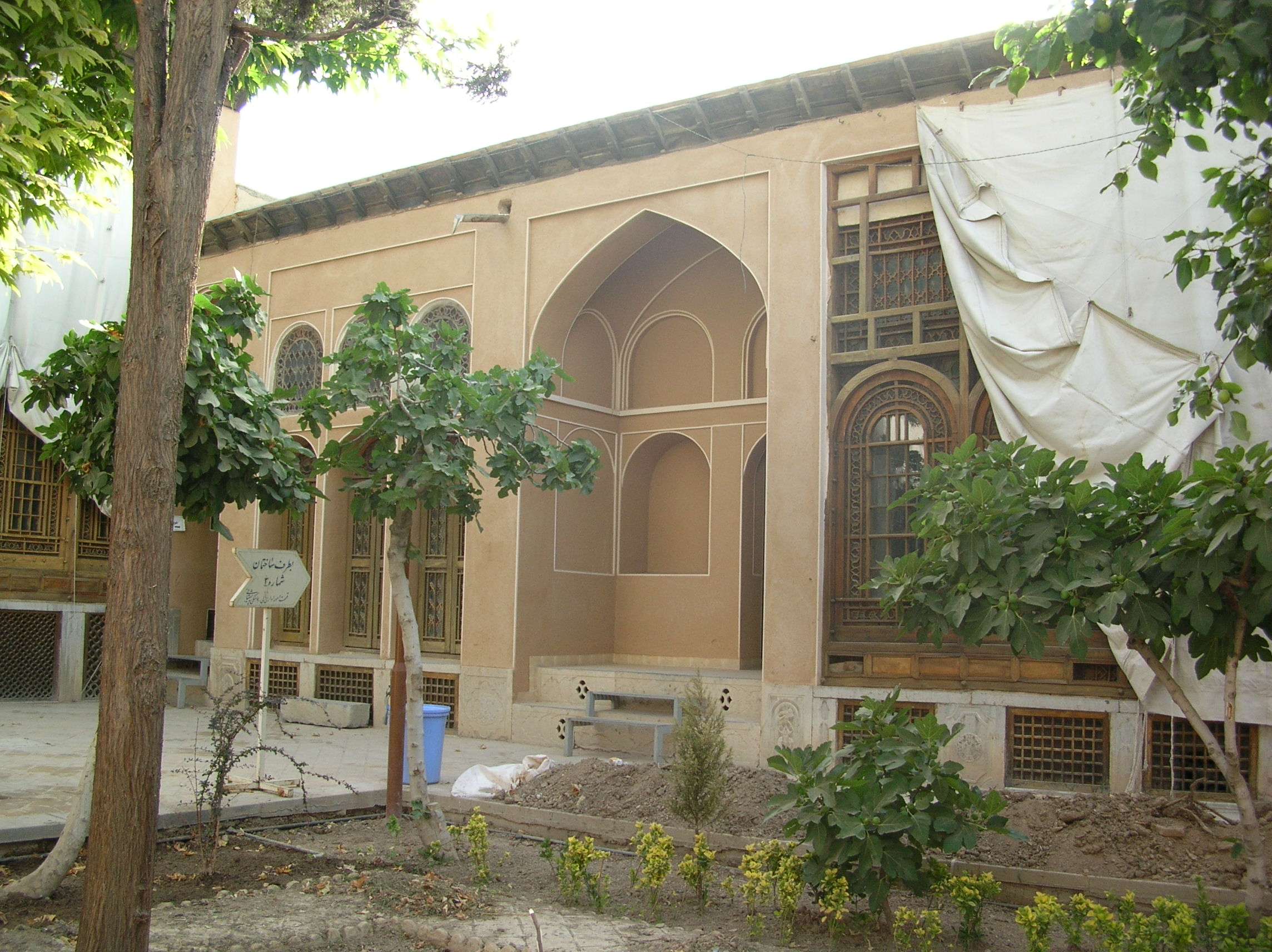
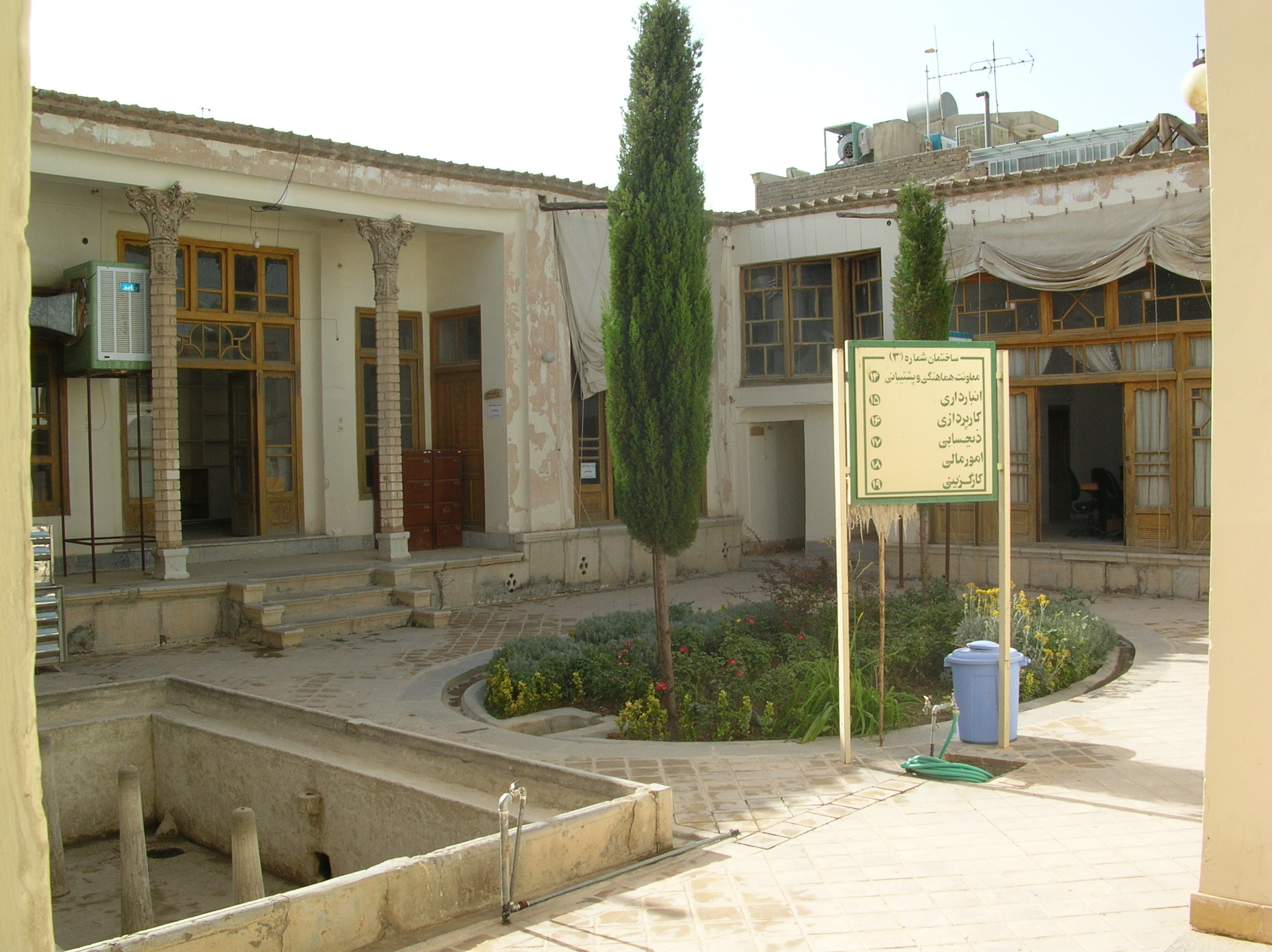
حیاط درونی
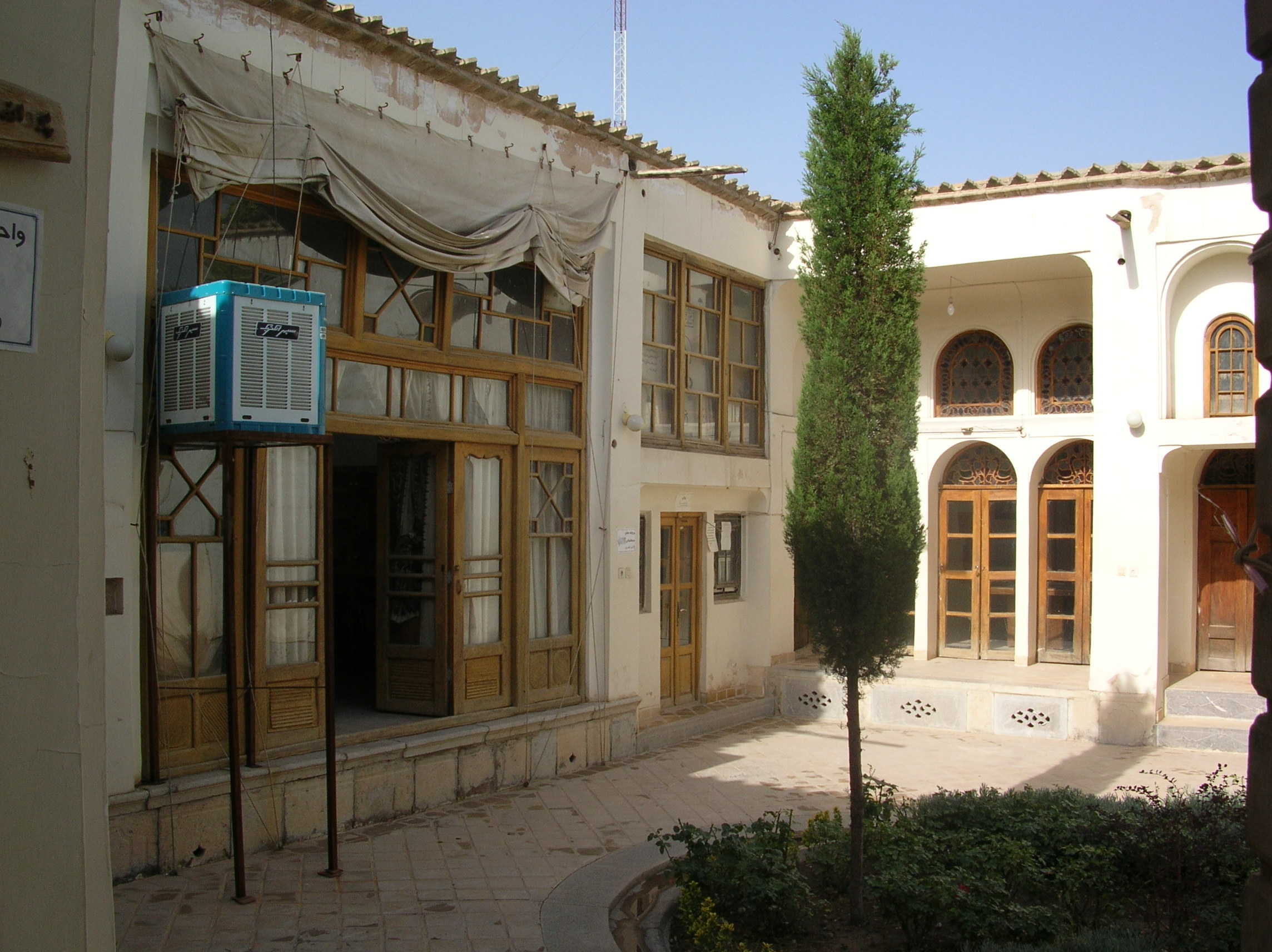
حیاط درونی
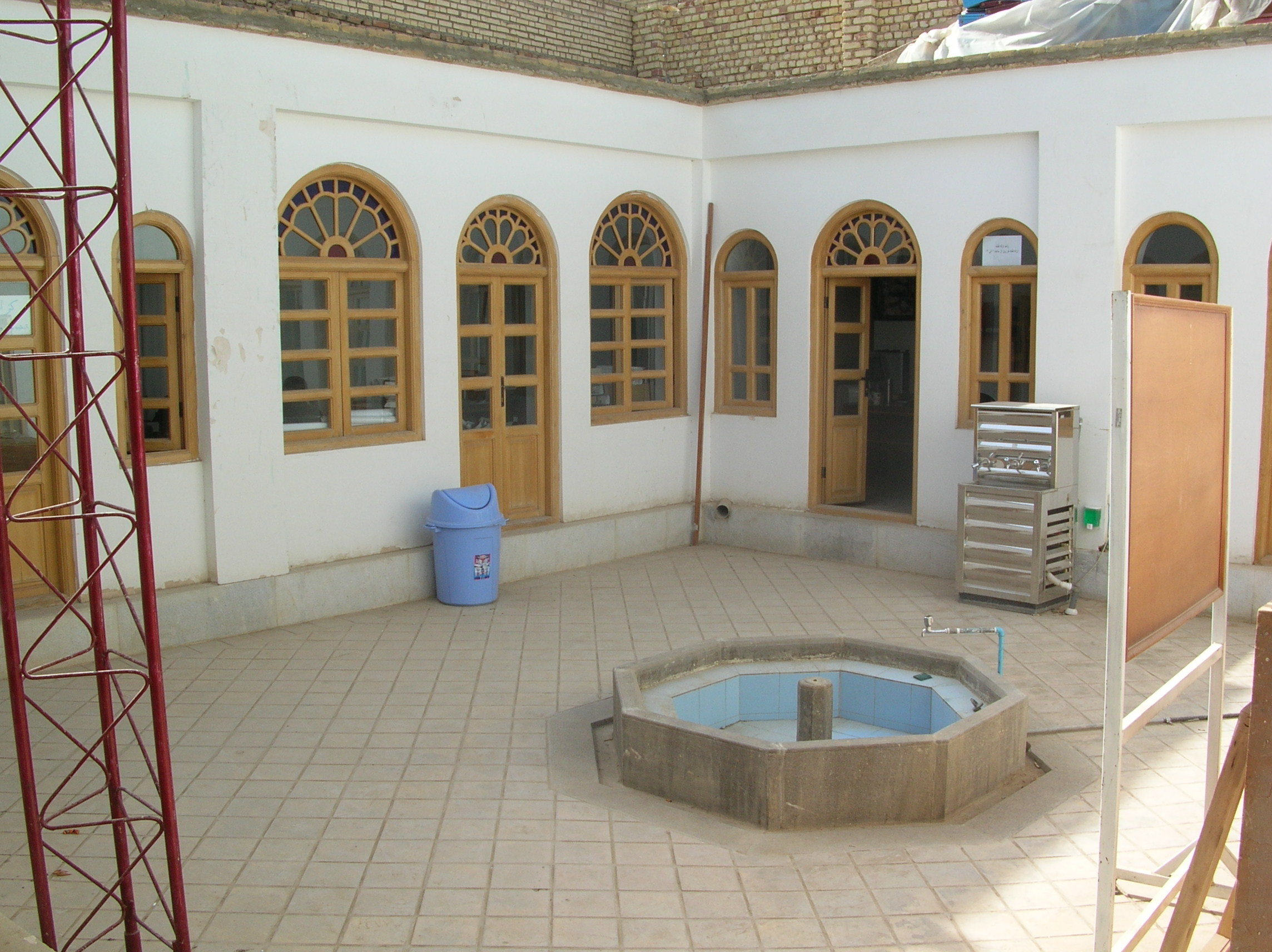
حیاط خدمه